# Pianibbie
Pianibbie is een plaats (frazione) in de Italiaanse gemeente Casoli.